# Marc Caussidière
Marc Caussidière (Genebra, 18 de maio de 1808 – Paris, 27 de janeiro de 1861)  foi uma personalidade importante do movimento republicano francês da primeira metade do século XIX. Empregado em Saint-Étienne, tomou parte na insurreição lionesa de 1834 (na qual morreu seu irmão). Condenado a 20 anos de prisão por sua participação no evento, foi anistiado em 1837. Uma vez em liberdade, tornou-se distribuidor de vinhos e continuou difundindo durante seus desplaçamentos o jornal progressista La Réforme.
Durante a revolução de fevereiro de 1848, combateu nas barricadas, sendo nomeado prefeito de polícia pelo governo provisório. Substituiu os sargentos da cidade pelos guardas de Paris e criou a Garde du Peuple (Guarda Popular ou Guarda do Povo, em francês), composta de todos os elementos revolucionários recentemente libertados. Essa guarda compreendia quatro companhias (La Montagnarde, Saint-Just, de fevereiro e Morisset). No começo de maio de 1848, a Comissão executiva tentou em vão eliminar a prefeitura de polícia. Depois do fracasso da manifestação de 15 de maio, é destituído de suas funções de prefeito de polícia pela Comissão executiva e perde seu mandato de deputado na Assembléia Constituinte. Nas eleições complementares do começo de junho é reeleito, mas após o sangrento fracasso das jornadas de junho de 1848, é obrigado a fugir. Refugia-se na Inglaterra e depois nos Estados Unidos da América, onde retoma suas atividades de distribuidor de vinhos. Condenado à revelia pela Alta Corte de Justiça de Bourges a ser deportado por sua participação na manifestação de 15 de maio, retorna à França depois da anistia de 1859.
Escreveu Mémoires.